# Västra revet (Hammarland, Åland)
Västra revet är ett skär i Åland (Finland). Det ligger i Skärgårdshavet eller Bottenhavet och i kommunen Hammarland i landskapet Åland, i den sydvästra delen av landet. Ön ligger omkring 32 kilometer nordväst om Mariehamn och omkring 290 kilometer väster om Helsingfors.
Öns area är 1,4 hektar och dess största längd är 230 meter i nord-sydlig riktning. Trakten är glest befolkad. Närmaste större samhälle är Finström, 17,3 km sydost om Västra revet.